# Zaïre (grupo armado)
A Frente Popular de Autodefesa do Congo (em francês:  Front Populaire d’Autodéfense au Congo; FPAC), Frente Popular de Autodefesa de Ituri (em francês: Front populaire d’autodéfense en Ituri), Movimento de Autodefesa Popular de Ituri (em francês:  Mouvement d’Autodéfense Populaire de l’Ituri; MAPI), mais comumente conhecido como Zaïre-FPAC, referem-se a um grupo militante hema descentralizado ou grupos que operam na República Democrática do Congo (RDC). Foram formados em resposta às expansões da Cooperativa para o Desenvolvimento do Congo (CODECO) e ao conflito de Ituri. Muito pouco se sabe sobre o grupo, sua estrutura organizacional ou membros. O grupo cometeu vários massacres e atrocidades e foi "fortemente condenado" pelas Nações Unidas em 2023 por seus abusos de direitos humanos.

## Contexto
Ao longo das décadas de 1990 e 2000, houve uma série de conflitos violentos e de longa data entre o povo lendu e o povo hema da província de Ituri, na República Democrática do Congo (RDC). O conflito resultou em muitos massacres realizados por milícias locais, a maioria dos quais ocorreu durante a Segunda Guerra do Congo. Em 2019 e 2020, a milícia lendu Cooperativa para o Desenvolvimento do Congo (CODECO) participou de uma série de negociações de desarmamento e paz, resultando em acordos de cessar-fogo. No entanto, várias facções e grupos dissidentes continuaram a operar após as negociações de paz. Em algum momento durante 2020, o grupo popular de autodefesa de Ituri foi criado para resistir às forças ainda ativas da CODECO. Eles se descreveram como os protetores do povo hema, e operam principalmente no território de Djugu.

## Operações
Muito pouco se sabe sobre o grupo ou grupos que operam sob o nome Zaïre. São descentralizados e os membros operam secretamente. De acordo com o Congo Research Group, esse sigilo provavelmente protege os membros de ações legais. É financiado em parte pelo comércio de ouro.
O Zaïre esteve envolvido em vários confrontos com militantes do CODECO e com as Forças Armadas da República Democrática do Congo, embora seja conhecido por trabalhar com forças militares ocasionalmente. De acordo com o Congo Research Group, está envolvido em várias atrocidades. Em maio de 2022, o grupo foi acusado de matar onze civis em Ndungbe, Província Oriental da República Democrática do Congo. Em Dezembro de 2023, o Conselho de Segurança das Nações Unidas “condenou veementemente” o Zaïre-FPAC, juntamente com outros grupos armados que operam na RDC, por violar as leis internacionais e humanitárias e por perpetrar abusos dos direitos humanos.